# Ondřej Kobza
Ondřej Kobza (* 5. ledna 1979, Ústí nad Orlicí) je český tvůrce městských projektů pro veřejnost a kavárník. K jeho nejznámějším projektům patří Piána na ulici, Šachy na ulici, Hostina na Karlově mostě nebo kavárna Café V lese v pražských Vršovicích.

## Život
Studoval Obchodní akademii v České Třebové. Už v 17 letech provozoval pronajatou klubovnu, kde hrála hudba a recitovala se poezie. Organizoval také poutě na různá opuštěná místa. Poté začal studovat politologii a teologii, studia ale nedokončil.
V roce 2010 si půjčil půl milionu korun a otevřel vršovickou kavárnu Café V lese. O tři roky později začal po Praze rozmísťovat piana v rámci projektu Piána na ulici. Poté se stal spolumajitelem baru kombinovaného se servisem kol Bajkazyl na pražské náplavce. Následovaly Poesiomaty, neboli jukeboxy na básně.
Od roku 2016 pořádá tzv. Salony, na které pozve vždy jednoho nebo dva hlavní hosty a k nim pečlivě vybírá asi padesátičlenné osazenstvo. Salony se konají na střeše Lucerny nebo v pražském bytě Ivana Havla na Rašínově nábřeží.
V červnu 2020 uspořádal hostinu na Karlově mostě, při které se u půlkilometrového stolu sešlo přes 2000 lidí. Tato hostina byla prezentována jako oslava konce pandemie covidu-19, což však byl omyl.
Má v dlouhodobém pronájmu hrad Pirkštejn v Ratajích nad Sázavou.
| „              | Vždycky jsem chtěl dělat něco jiného než ostatní, ale co přesně, to jsem neřešil. A moc to neřeším ani teď. Baví mě žít v přítomnosti a dost mi to přináší. | “ |
| — Ondřej Kobza | |   |

## Ocenění
- Veřejný muž roku 2014 od Ligy otevřených mužů